# Ogosta Point
Ogosta Point är en udde i Antarktis. Den ligger i Sydshetlandsöarna. Argentina, Chile och Storbritannien gör anspråk på området.
Terrängen inåt land är kuperad västerut, men åt nordost är den bergig. Havet är nära Ogosta Point åt sydväst. Trakten är glest befolkad. Närmaste befolkade plats är St. Kliment Ohridski Base, 8,6 km norr om Ogosta Point. 